# Manoir du Pontif
Le manoir du Pontif est un édifice du XVe ou XVIe siècle situé à Coquainvilliers, dans le département du Calvados en région Normandie. Il fait l'objet d'une inscription au titre des Monuments historiques depuis le 4 juillet 2005.

## Localisation
Le manoir du Pontif se situe sur le territoire de la commune de Coquainvilliers, à l'est du département du Calvados, dans la région naturelle du pays d'Auge. Se dressant dans l'est du territoire de la commune, à l'écart du bourg, cet édifice est niché au cœur de la vallée du Pré d'Auge. Son domaine borde la route départementale 270.

## Historique
A la fin du XVIe siècle, le seigneur des lieux est Jehan de la Pierre. À partir du siècle suivant jusqu'à la Révolution, le domaine appartient à la famille Mauduit. Il a été également la propriété de la famille Duchesne-Fournet.

## Architecture
Le manoir, pour sa partie la plus ancienne, a été édifié à la fin du XVe ou au début du XVIe siècle. A cette époque, il était entouré de douves et cerné par de hauts murs.
L'entrée du manoir se distingue par la présence de deux pavillons aveugles datant du XVIe siècle. Construits en briques et en pierres calcaire, ces pavillons encadrent une poterne campée de deux tourelles d'escalier cylindriques,.
Le logis principal présente une architecture identique aux pavillons : de larges panneaux de briques rose-orangé séparés par des chaînages de pierre de taille. L'observation de la façade principale révèle une discontinuité au niveau du bandeau qui sépare le rez-de-chaussée de l'étage. Cet apparent "défaut" permet de distinguer les deux époques de construction du logis :
- La partie ouest (XVe ou XVIe siècle) : il s'agissait probablement, à l'origine, d'une tour carrée. La façade est, sur cette partie, agrémentée de briques noires vernissées agencées en forme de losange. Un fronton triangulaire surmonte la porte principale, laquelle se trouve excentrée par rapport à l'ensemble de la façade ;
- La partie est (XVIIe siècle). Cet agrandissement, qui a été réalisé par l'un des membres de la famille Mauduit, présente une forte homogénéité d'architecture avec la partie la plus ancienne. En effet, les mêmes matériaux, à l'exception des briques noires vernissées, ont été utilisés.

Le toit du logis principal est surmonté de trois lucarnes couvertes à la capucine qui achèvent chacune une élévation d'ouvertures.
Enfin, le manoir est doté de jardins remarquables qui sont l’œuvre du paysagiste François Goffinet. Ces jardins mélangent les pièces d'eau, les massifs fleuris et les statues.

## Protection
Le manoir est inscrit au titre des Monuments historiques depuis le 4 juillet 2005. Sont concernées par cette inscription les façades et les toitures de l'ensemble des bâtiments (à l'exclusion du pavillon nord) et l'assiette de la plate-forme avec ses aménagements hydrauliques.